# Werner Dehn
Werner Dehn (* 17. September 1889 in Schöneberg; † 13. September 1960 in Frankfurt am Main) war ein deutscher Ruderer, der 1912 eine olympische Bronzemedaille mit dem Achter gewann.
Dehn wurde als Sohn eines Hofkammerbeamten in der Hauptstraße 53a geboren.
Dehn startete für den Berliner Ruderverein von 1876. 1911 gewann er zusammen mit Otto Liebing, Rudolf Reichelt und Hans Matthiae die Deutsche Meisterschaft im Vierer ohne Steuermann. Mit dem Achter unterlagen die Berliner bei der Deutschen Meisterschaft dem Team aus Stettin. 1912 siegte der Achter mit Otto Liebing als Schlagmann, Max Bröske, Max Vetter, Willi Bartholomae, Fritz Bartholomae, Werner Dehn, Rudolf Reichelt, Hans Matthiae und Steuermann Kurt Runge bei der Deutschen Meisterschaft vor dem Boot aus Mainz, das Boot vom Berliner RC Sport-Borussia gab auf.
Bei den Olympischen Spielen 1912 auf dem Djurgårdsbrunnsviken in Stockholm traten jeweils zwei Boote im K.-o.-System gegeneinander an. Der Achter des Berliner RV von 1876 siegte in der ersten Runde über einen ungarischen Achter. In der zweiten Runde trafen zwei Berliner Boote aufeinander, der RV von 1876 siegte über das Boot von Sport-Borussia. Im Halbfinale unterlag das Boot mit Dehn den späteren Olympiasiegern vom Londoner Leander Club. da nur drei Boote das Halbfinale erreichten, waren die Deutschen damit Olympiadritte.
1913 belegte Dehn bei der Deutschen Meisterschaft im Zweier ohne Steuermann zusammen mit Hans Matthiae den zweiten Platz.